# Chaetolonchaea dasyops
Chaetolonchaea dasyops är en tvåvingeart som först beskrevs av Johann Wilhelm Meigen 1826.  Chaetolonchaea dasyops ingår i släktet Chaetolonchaea och familjen stjärtflugor. Arten är reproducerande i Sverige. Inga underarter finns listade i Catalogue of Life.